# (3321) Dasha
(3321) Dasha (1983 SH; 1983 RZ; 1975 TZ2; 1951 YC2) ist ein knapp ach Kilometer großer Asteroid des mittleren Hauptgürtels, der am 3. Oktober 1975 vom russischen, damals sowjetischen, Astronomen Nikolai Stepanowitsch Tschernych (1931–2004) am Krim-Observatorium (Zweigstelle Nautschnyj) auf der Halbinsel Krim (IAU-Code: 095) entdeckt wurde. Er gehört zur Astraea-Familie, einer Gruppe von Asteroiden, die nach (5) Astraea benannt ist. Die Bahnelemente von (3321) Dasha ähneln sich mit denen der Asteroiden (29) Amphitrite, (89) Julia und (170) Maria. Die Rotationsperiode des Asteroiden wurde mit 103,5 Stunden berechnet; diese Beobachtung umfasste jedoch keinen kompletten Rotationszyklus, somit kann sich der Wert vom tatsächlichen Wert ungefähr um 30 Prozent unterscheiden.

## Benennung
(3321) Dasha wurde nach der Krankenschwester Dascha von Sewastopol (eigentlich Darja Lawrentjewna Michailowa, verheiratet: Chworostowa; 1836–1910) benannt, die im Krimkrieg als Feldsanitäterin tätig war.